# 인디 게임
인디 게임(영어: Indie Game)은 비교적 저비용으로 제작할 수 있는 비디오 게임의 형태로, 주로 개인이나 소규모의 단체들이 개발하는 모든 비디오 게임이다. 최근에 인터넷 보급율이 증가함에 따라 디지털 배급이 손쉽게 가능해지면서 인디 게임들의 개발이 점차 활발해지고 있다. 
대표적으로 커벌 스페이스 프로그램, 월드 오브 구, 게리 모드, 언더테일 등이 있고, 모바일 인디게임으로는 거지키우기, 합체영웅키우기, 중년기사 김봉식 등이 있다.

## 개요
어떤 게임이 인디 게임인지에 대한 구체적 정의는 아직 내려진 바가 없다. 통상적으로는 개인이나 소규모의 집단, 혹은 독립 중소기업에서 개발한 게임을 주로 인디 게임이라고 일컫는다. 인디 게임은 대체로 주요 게임사에서 만든 것보다 작은 편인데, 퍼블리싱이 없어서 예산이 전무하기 때문에 디지털 배급에 의존하는 경향이 있다. 하지만 인디 게임은 퍼블리셔의 승인 없이 주제나 내용을 마음대로 구상할 수 있기 때문에 인디 게임은 혁신성, 창조성에 의존하는 경향이 짙다.

## 같이 보기
- 동인 게임
- RPG 만들기
- 게임 등급 심의
- SpaceChem